# Madeley (Shropshire)
Madeley – miasto w Anglii, w hrabstwie ceremonialnym Shropshire, w dystrykcie (unitary authority) Telford and Wrekin. Leży 23 km na wschód od miasta Shrewsbury i 203 km na północny zachód od Londynu. Miasto liczy 17 935 mieszkańców.